# Aleksandr Petsjerski
Aleksandr “Saja” Aronovitsj Petsjerski (Russisch: Алекса́ндр Аро́нович Пече́рский) (Krementsjoek (nu: Oekraïne), 22 februari 1909 – Rostov aan de Don, 19 januari 1990) was de Russisch-Joods leider en organisator van de opstand van de Joden, in het door Nazi-Duitsland tijdens de Tweede Wereldoorlog opgezette vernietigingskamp Sobibór in Polen.
Hij werd geboren in het toen nog Russische Krementsjoek als zoon van een Joodse advocaat, van wie de familie in 1915 verhuisde naar Rostov aan de Don. Hij ging er eerst werken als elektricien. Na het behalen van een universitair diploma in de muziek en de literatuur, ging Petsjerski aan de slag in een muziekschool. Hij had de rang van luitenant binnen het Rode Leger op het moment dat de Duitsers Rusland binnenvielen op 22 juni 1941. Tijdens de Slag om Moskou werd hij krijgsgevangen genomen door de Duitsers nabij Vjazma. Van dan af begon de lijdensweg van het ene werk- naar het andere strafkamp, waar tijdens een medisch onderzoek aan het licht kwam dat hij Jood was.

## Sobibór
Op 18 september 1943 werd hij samen met meer dan tweeduizend Joden per trein naar het vernietigingskamp Sobibór getransporteerd; hij werd niet direct vermoord, maar opgesloten in Kamp I. Samen met de Pool Leon Feldhendler beraamde hij daar een groots opgezet vluchtplan, dat op 14 oktober 1943 werd uitgevoerd. Dit begon met het uitschakelen van hun bewakers door hen met messen en bijlen aan te vallen en te doden. Uiteindelijk ontvluchtten en overleefden 53 gevangenen. Alle achtergebleven gevangenen alsook de gesnapte vluchtelingen werden geëxecuteerd. Het kamp zelf werd kort daarop volledig ontmanteld.
Terug bij het leger werd Petsjerski bevorderd tot kapitein en onderscheiden voor zijn bewezen diensten. Zijn getuigenissen en het rapport over de gebeurtenissen in Sobibór werden opgenomen in het Black Book geschreven door Vasili Grossman en Ilja Ehrenburg.

## Na de oorlog
Na de oorlog keerde hij terug naar Rostov aan de Don waar hij een baan vond als bediende bij een theater. Tijdens het Proces van Neurenberg stond de Russische overheid hem niet toe te getuigen. Zelfs bij processen die verband hielden met Sobibór mocht hij nooit spreken. Dit kon hij dan weer wel tijdens het proces tegen Adolf Eichmann dat plaatshad in Israël, maar dan enkel in Moskou en onder toezicht van de KGB.
Op het einde van het Stalin-regime werd hij als Jood verbannen naar een goelag, samen met zijn broer. Na de dood van Stalin en internationale druk kwam hij vrij, zijn broer was ondertussen overleden. Alexander ging opnieuw zijn brood verdienen in een theater. Na zijn overlijden in 1990 werd hij begraven in Rostov aan de Don, pas in 2007 werd een plaquette bevestigd op het huis waar hij woonde. Maar de herinnering aan hem bleef vooral verder leven in films, herdenkingsbijeenkomsten en documentaires.

## Memorabilia
- Film Sobibor (Russisch: Собибор, 2018): drama gebaseerd op de historische feiten van de opstand in het Sobibór-vernietigingskamp tijdens de Tweede Wereldoorlog en de Sovjetofficier Aleksandr Petsjerski; met o.a. de Nederlandse acteur Joshua Rubin[4]
- Revolt in Sobibor: eigen getuigenis in een Russisch-Duitse documentaire over de opstand in Sobibór uit 1989 van de hand van Pavel Kogan
- Escape from Sobibor is een tv-film uit 1987 waarin de rol van Aleksandr Petsjerski wordt vertolkt door Rutger Hauer, waarvoor deze laatste een Golden Globe kreeg
- Sobibor, 14 Octobre 1943, 16 heures, 2001, documentaire van Claude Lanzmann
- In de Israëlische stad Safed werd een straat naar hem genoemd
- Begin jaren tachtig maakte Jules Schelvis, zelf korte tijd gevangene in Sobibór, video-opnames van gesprekken met 12 overlevenden van het kamp, onder wie Petsjerski. Zijn bedoeling om een documentaire te maken op basis van de 18 uur materiaal kwam niet tot uitvoering. Regisseur Piet de Blaauw maakte over dit project een tv-documentaire (De Sobibor Tapes) die in 2021 voor het eerst werd uitgezonden.[5]